# Chabuata rectinubila
Chabuata rectinubila är en fjärilsart som beskrevs av Dyar 1908. Chabuata rectinubila ingår i släktet Chabuata och familjen nattflyn. Inga underarter finns listade i Catalogue of Life.